# Esporocarp

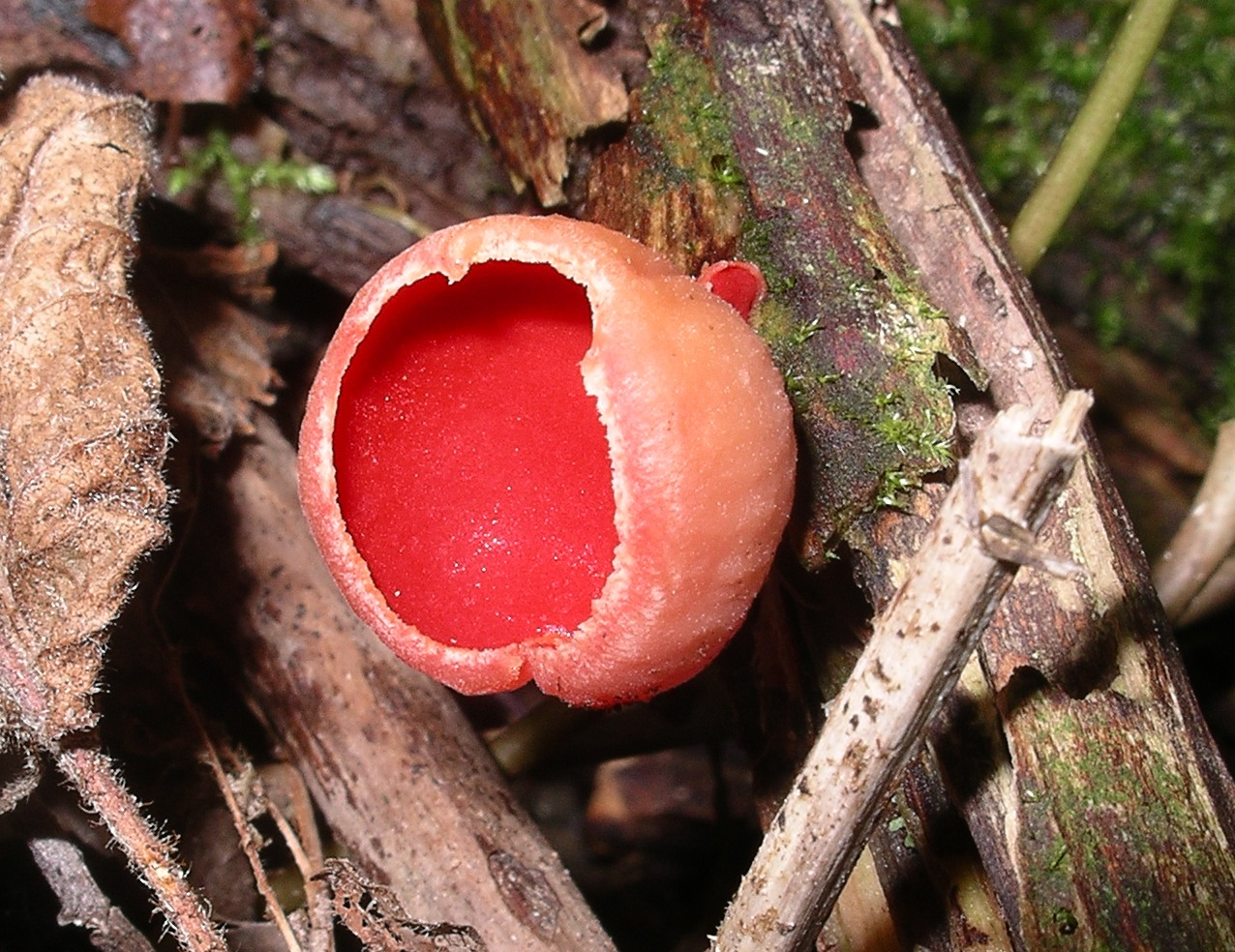
Ascocarp de Sarcoscypha austriaca

L'esporocarp és el cos fructífer dels fongs. És una estructura pluricel·lular on s'originen estructures que produeixen espores com els basidis i els ascs. El cos fructífer és part de la fase sexual del cicle vital d'un fong, mentre la resta del seu cicle està caracteritzat pel creixement d'un miceli vegetatiu i la producció asexual d'espores.
L'esporocarp d'un basidiomicet es coneix sota el nom de basidiocarp, mentre que el cos fructífer d'un ascomicet rep el nom d'ascocarp. Hi ha un rang significatiu de formes i morfologies tant en els basidiocarps com en els ascocarps; aquestes característiques són importants per la identificació i taxonomia dels fongs. Els cossos fructífers es diuen epigeus si creixen sobre el sòl, com fan els bolets corrents, mentre que el grup dit hypogeus creixen sota terra (com les tòfones).
El cos fructífer més gros conegut era un espècimen de Fomitiporia ellipsoidea trobat a l'illa Hainan. Feia 1.085 cm de llargada i pesava uns 400-500 kg.
Per analogia, també s'anomenen esporocarps els cossos fructífers que apareixen en els esporòfits d'alguns pteridòfits on s'agrupen els esporangis, com ara en els representants del gènere Marsilea.